# Зандакская культура
Зандакская культура — археологическая культура, охватывающая XII—VI века до н. э., на территории современной Чечни и Дагестана.

## Общие сведения
Установленные древние поселения данной культуры: Нижнесигитминское поселение, поселение Ачису, Шахсенгерское поселение.
Установленные древние святилища: Хосрехское святилище.
Установленные древние погребальные памятники: Зандакский могильник, Шахсенгерский могильник, Акярский могильник.
Артефакты зандакской культуры ранее некоторыми исследователями (В. И. Марковин и др.) считались локализованными этапами развития каякентско-харачоевской культуры, другими считались относящимися к Кобанской культуре, другие (В. Г. Котович — Зандакский) считались относящимися к археологической культуры «обмазанной керамики» Дагестана. Очевидно, что данный факт прямо указывает на то, что Зандакская культура подверглась влиянию длительного соседства с этими культурами и в какой-то степени происходит из них.

## Известные ученые исследователи
М. И. Пикуль, О. М. Давудов, В. Г. Котович, В. И. Марковин
Культура обязана выделением в «самостоятельную» научной деятельности О. М. Давудова, которая была поддержана В. Б. Виноградовым, В. И. Марковиным, и другими известными учёными.
О. М. Давудов, в книге «Культуры Дагестана эпохи раннего железа» (Махачкала, 1974) сумел доказательно опровергнуть возможность включения памятников типа Зандакского могильника в ареал кобанской культуры и показать единство ичкеринско-дагестанских древностей изучаемой эпохи.

## Ареал культуры
Территориально — пределы Чечни вплоть до границ с кобанской культурой (приблизительно по линии сел. Гуни -Курчалой — Ишхойюрт и далее к г. Хасавюрту, по которой В. И. Марковин проводил границу каякентско-харачоевской культуры) и Дагестан к северу от Дербента.

## Основные характеристики культуры
Согласно выводам О. М. Давудова, имеются следующие характеристики культуры:
1. Для Зандакской культуры характерны поселения, расположенные в труднодоступных местах.
2. На Нижнесигитминском поселении встречены многокамерные помещения с единой кровлей.
3. На Шахсенгерском поселении — полуземлянки, расположенные группами.
4. Для могильников характерны каменные ящики, расположенные правильными рядами.
5. Погребальный обряд, вышеуказанных и Берикейского могильников мало, чем отличаются друг от друга. Тела умерших были уложены скорчено на правом или левом боку.
6. Погребальный инвентарь детей ограничен украшениями, игральными костями и миниатюрными ритуальными сосудиками, специально изготовленными для умерших детей.
7. В погребениях встречаются остатки заупокойной пищи — кости коровы, овцы, козы, коня, теленка, свиньи и собаки. Иногда рядом с костями погребеных встречены угольки.
8. Керамика. Лепные сосуды — подавляющее большинство которых нигде более не встречается.
9. Оружие — боевые топоры, бронзовые подтреугольные черешковые кинжалыи, бронзовые черешковые кинжалыи с длинными клинками, биметаллическими кинжалами «кабардино-пятигорского» типа, наконечники стрел и т. д. Из всего оружия — только наконечники для стрел «местные».

## Периоды Зандакской культуры
1-й период с 12 по X век до н. э., выявлен по памятникам с богатыми наборами бронзовых изделий.
2-й период с 9 по 70-е годы VII века до н. э., (освоения железа), датирован по основной массе находок всех трех вышеуказанных могильников, культурных слоев Ачису и Шахсенгерского поселений, а также Хосрехского святилища.
3-й период, с VII по IV века до н. э., датирован по поздним погребениям в вышеуказанных объектах.